# Gojanec
Gojanec – wieś w Chorwacji, w żupanii varażdińskiej, w mieście Varaždin. W 2011 roku liczyła 620 mieszkańców.